# 갓타군

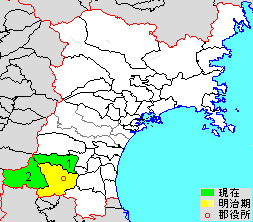
미야기현 갓타군의 위치(1.자오정 2.시치카슈쿠정)

갓타군(일본어: 刈田郡, かったぐん)은 일본 미야기현(무쓰국·이와키국)의 군이다.
인구 11,699명, 면적 415.92km², 인구밀도 28.1명/km².(2025년 3월 1일, 추계인구)
이하 2정으로 구성된다.
- 자오정(蔵王町)
- 시치카슈쿠정(七ヶ宿町)

## 군역
1878년 행정 구역으로 발족 당시의 군역은, 위의 2정에 시로이시시를 더한 구역에 해당한다.

## 역사
- 1878년 10월 21일 - 군구정촌 편제법이 미야기현에서 시행되면서, 행정 구역으로서의 갓타촌이 발족.

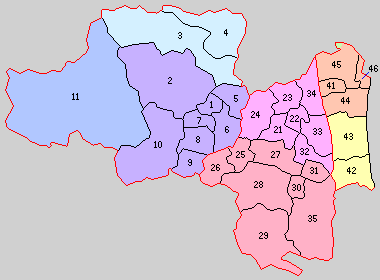
1.시로이시정 2.후쿠오카촌 3.미야촌 4.엔다촌 5.시라카와촌 6.오타카사와촌 7.오다이라촌 8.사이카와촌 9.고스고촌 10.오바라촌 11.시치카슈쿠촌 (보라:시로이시시 하늘색:자오정 파랑:시치카슈쿠정. 21 - 35는 이구군 41 - 46은 와타리군)

- 1889년)4월 1일 - 정촌제 시행으로, 아래의 정촌이 발족.(1정 10촌)
  - 시로이시정(白石町), 후쿠오카촌(福岡村): 현 시로이시시
  - 미야촌(宮村), 엔다촌(円田村): 현 자오정
  - 시라카와촌(白川村), 오타카사와촌(大鷹沢村), 오다이라촌(大平村), 사이카와촌(斎川村), 고스고촌(越河村), 오바라촌(小原村): 현 시로이시시
  - 시치카슈쿠촌(七ヶ宿村): 현 시치카슈쿠정
- 1926년 4월 1일 - 시라카와촌의 일부가 시로이시정에 편입.
- 1954년 4월 1일 - 시로이시정·오다이라촌·오타카사와촌·후쿠오카촌·시라카와촌·고스고촌·사이카와촌이 합병하여, 시로이시시(白石市)가 발족, 군에서 이탈.(4촌)
- 1955년 4월 1일 - 엔다촌·미야촌이 합병하여, 자오정(蔵王町)이 발족.(1정 2촌)
- 1957년
  - 3월 31일 - 오바라촌이 시로이시시에 편입.(1정 1촌)
  - 4월 1일 - 시치카슈쿠촌이 정제 시행으로 시치카슈쿠정(七ヶ宿町)이 됨.(2정)

## 참고 문헌
- 《가도카와 일본 지명 대사전》 편집위원회, 편집. (1979년 12월 1일). 《가도카와 일본 지명 대사전》. 4 미야기현. 가도카와 쇼텐. ISBN 4040010302.